# Pular corda
O Pular corda ou saltar corda é uma brincadeira tradicional que envolve grande atividade física e coordenação motora. Tais características fizeram da recreação um desporto. Nesse sentido, a prática esportiva do pula-corda, também referida como salto à corda (em inglês: rope skipping, jump rope, double dutch), consiste não apenas em pular corda, mas sim executar uma série de saltos, acrobacias, manejos com a corda, buscando a sincronia dos saltadores com uma música em execução. O esporte é praticado tanto individualmente, com cordas pequenas, quanto em grupo, com cordas longas. Essa recreação está conquistando vários adeptos na atualidade, principalmente nas academias, já que pular corda é um dos exercícios físicos mais recomendados quando o assunto é emagrecer e definir o corpo.
O surgimento da prática esportiva é datada da década de 1970 nos Estados Unidos. Mais precisamente a esportivização é atribuída ao professor estadunidense Richard Cendali, em 1969.
O norte-americano Richard Cendali, na época em que era jogador de futebol americano no ano de 1969 observou que em seu treino diário havia excessiva monotonia, o que se resumia em pular corda por longos períodos de tempo. Richard decidiu então a explorar os diferentes e possíveis manejos como forma de tornar seus treinos mais prazerosos. Ele era professor de educação física e decidiu, portanto, ensinar esses manejos em suas aulas com diferentes cordas, saltos e truques. Posteriormente o professor decidiu investir na formação de um grupo e na realização de apresentações, foi então depois de três anos que ocorre na história a fundação do primeiro grupo de Rope Skipping. Em 1983 foi criada a primeira organização internacional denominada International Rope Skipping Organization–IRSO (Organização Internacional de Rope Skipping) a qual incentivou a divulgação deste esporte para outros países, Suécia, Inglaterra e Hungria foram os primeiros países fora da América a conhecerem o esporte, logo foram Alemanha, Bélgica, França se integrou ao esporte. (SATO 2002). A ginástica tem influência importantíssima na prática desse esporte com acrobacias, giros e saltos. 
São quatro provas existentes no esporte: a prova de saltos triplos, em que o saltador realiza diversas séries de saltos de passar a corda três vezes num único salto; a prova de velocidade, em que o saltador tem 30 segundos para se apresentar e quando é contado o número de vezes que ele toca seu pé direito no chão; a prova de resistência, quem que o saltador tem três minutos de apresentação; e a prova de estilo livre, em que a música é acompanhada ritmicamente pelos movimentos do saltador. Há ainda as modalidades de corda simples (manobras individuais e exercícios de velocidade), corda dupla holandesa (manobras individuais ou coletivas e exercícios coreografados), roda chinesa (saltador segura uma das pontas batendo a corda e também realizando as manobras).
ROPE SKIPPING NO BRASIL
O Rope Skinpping surgiu no Brasil através da CBDDRS – Confederação de Double Dutch e Rope Skinpping logo após o lançamento de um filme proveniente dos EUA sobre o esporte denominado de Double Dutch. Começou a surgir no País equipes da modalidade, como por exemplo, a DDRB, formada em julho de 2007 por nadadores praticantes de Double Dutch. Em Janeiro do ano de 2008 o grupo brasileiro se apresentou em convenções de uma empresa de refrigerantes utilizando-se da modalidade como forma de divulgação de uma promoção ao lado de atletas da Federação Americana de Rope Skipping. A diretora executiva do Rope Skipping e o publicitário da empresa enxergaram a necessidade do desenvolvimento de uma confederação que regularizasse e colocasse em ordem as modalidades de corda no Brasil, o que despertou imediato interesse da atleta do DDBR conhecida como Iara Ito. Em março de 2009 a CBDDRS foi reconhecida pelo Ministério do Esporte como a entidade responsável pela organização das modalidades de corda no País. No Brasil um dos mais renomados grupos de Rope Skinpping é o denominado ‘’Pé de Mola’’ que fica localizado na Capital de SP, surgido em 2008, o grupo tornou-se uma das equipes brasileira mais ativa e conhecida. Suas atividades têm sido divulgadas por maio das redes sociais, como por exemplo, o Youtube.

## Organizações dirigentes
Mundialmente, o esporte é regulado por duas organizações. Uma delas é a Federação Internacional de Salto à Corda (FISAC em francês: Fédération Internationale de Saut à la Corde; em inglês: International Rope Skipping Federation, IRSF), que sucedeu a Organização Internacional de Pula-corda (International Rope Skipplng Organizatíon, IRSO) fundada em 1983. A Confederação Brasileira de Rope Skipping esta filiada a esta organização.A outra entidade mundial é a Federação Mundial de Pula-corda (em inglês: World Jump Rope Federation, WJRF).
- Europa — European Rope Skipping Organisation (ERSO)
- Bélgica — Belgische Rope Skipping Federatie (BRSF)
- Países Baixos — Netherlandse Rope Skipping Organisatie (NRSO)
- No que diz respeito ao regimento institucional, vale destacar a International Jump Rope Union-IJRU. (União Internacional de Corda de Salto). Trata-se de uma entidade global, relacionada ao esporte de saltar corda. Sendo instituída através da associação entre Federation de Salt à la Corde (Federação Internacional de Pular Corda) e World Jump Rope Federation (Federação Mundial de Corda de Salto) cuja composição ocorre exclusivamente por órgãos nacionais de Rope Skipping onde o propósito reside na propagação da referida modalidade bem como poder proporcionar aos seus praticantes o maior desenvolvimento das capacidades físicas, além de visar o alcance das qualidades consideradas de extrema relevância dos seus atletas, tais como espírito cooperativo, reputação ilibada, empenho e dedicação total para com a modalidade.[10]

## Competições
- 2016 — Campeonato mundial em Malmö, Suécia[11]

## Desportistas
- Vivien Vadja — saltadora brasileira pentacampeã mundial, entre 2010 e 2013.[2]
- Keo Mokolopo: Natural de Thaba-Nchu, cidade sul-africana. É Presidente da Federação Africana de Cordas de Saltar (AJRF). Também é membro do Conselho de Administração do IJRU. Além de emissária da Federação Sul-Africana de Ginástica. Teve sua inserção tardia dentro da modalidade do Rope Skipping, dando início somente a partir dos vinte anos de idade. Porém, passou a nutrir uma enorme paixão pelo esporte, ao ponto de conquistar 4 medalhas em competições disputadas a nível mundial. Nos tempos atuais como dirigente, procura cada vez mais angariar investimentos que possibilitem robustecer e gerar incentivo à população nativa um maior envolvimento e destaque dentro do esporte.[12]
- Jonathan Mahoto: É técnico da Federação Francesa de Double Dutch, ingressou no esporte por volta dos 17 anos e desde então considera a modalidade como um estilo de vida. Apesar do caráter competitivo existente, o mesmo ressalta a importância do sistema cooperativo nos treinamentos a fim de que o atleta seja capaz de alcançar o real sucesso esperado uma vez que é a partir do compartilhamento de ideias e instruções de outras pessoas inseridas no contexto que os praticantes podem desenvolver e aperfeiçoar suas técnicas.[13]

## Representações artísticas

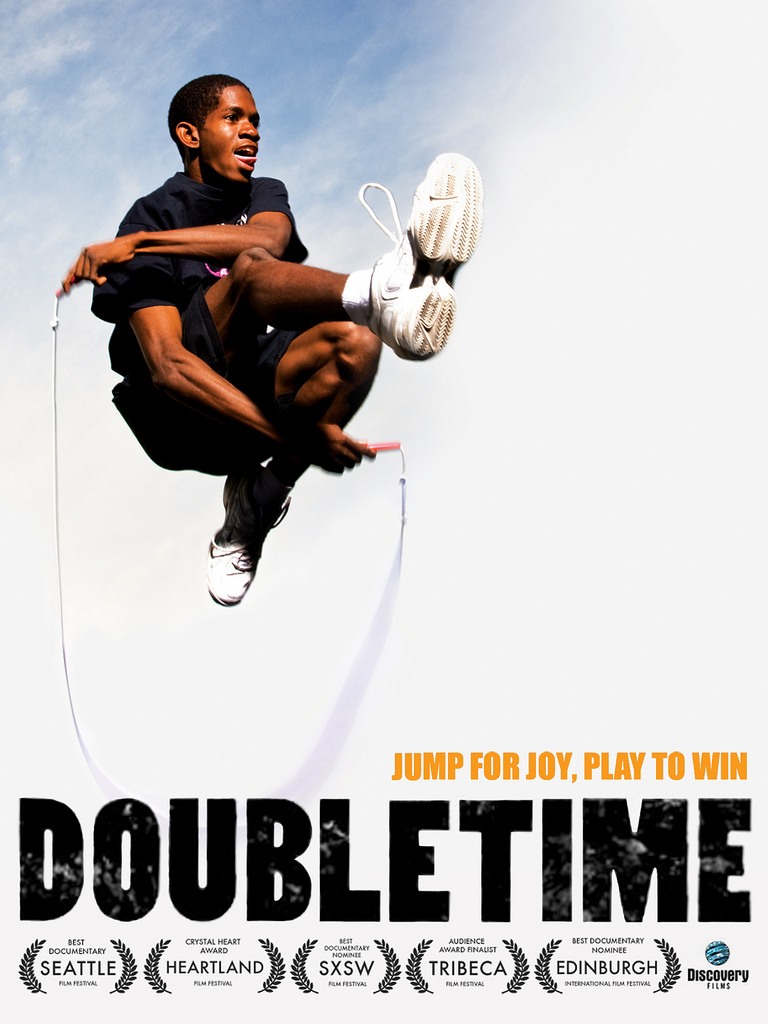
Cartaz do filme documentário estadunidense Doubletime.

O esporte já foi tema no cinema. No filme da Disney, Jump In! (Salte!, no Brasil; Salta! em Portugal), é contada a história de um pugilista que entra para uma equipe de pula-corda.